# Lagoa Azul
Lagoa Azul és una llacuna petita a la part nord de l'illa de São Tomé, a São Tomé i Príncipe, a l'est del promontori. També és una platja (Praia de Lagoa Azul) situada a l'oest i un petit cap d'uns 400 metres d'ample, en una zona muntanyosa. La carretera nacional 1 (EN-1) passa al sud del capçal. La llacuna està envoltada de penya-segats i un paisatge d'herbes, la resta del el terreny resta boscosa.
A prop hi ha Praia das Conchas i Morro Peixe a l'est, Guadalupe, al sud-est i Praia Plancas al sud-oest. Al sud es troba un pendent de muntanya.
Al nord del cap hi ha un far que data del temps després de la independència de la nació, construïda al voltant de 1995 o 1996. Es va acabar el 12 de setembre de 1997.